# Тристрам Ваят
Тристрам Дік Ваят (нар. 16 грудня 1956) — британський еволюційний біолог та автор. Ваятт є старшим науковим співробітником відділу зоології Оксфордського університету та науковим співробітником коледжу Келлогг, Оксфорд. Ваятт досліджує феромони та поведінку тварин.

## Освіта
Тристрам Ваят отримав ступінь доктор наук по темі «Поведінка тварин» в Кембриджському університеті. Його дисертація 1983 року отримала назву The ecology of parental care in the saltmarsh beetle Bledius spectabilis.

## Кар'єра
Ваят був викладачем в Лідському університеті й проводив досліди в Каліфорнійському університеті, Берклі та Кардіффському університеті. Він вступив до відділу безперервної освіти Оксфордського університету в 1989 році як викладач біологічних наук в університеті. З 2000 по 2005 рік Вайат був директором дистанційного та онлайн-навчання в Оксфордському університеті. У 2015 році він провів TEDx-конференцію під назвою «Нюхова таємниця феромонів людини». Ваят — старший науковий співробітник відділу зоології Оксфордського університету, а також науковий співробітник коледжу Келог, Оксфорд.

## Особисте життя
Ваят — гей і одружений з фотографом та художником. Він заснував команду ЛГБТ-персоналу в Оксфордському окрузі. У 2009 році Ваят співзасновує офіційну мережу LGBT + University of Oxford, яка розпочала щорічну традіцію місяць історії ЛГБТ в Оксфордському університеті. У 2013 році він підтримав LGBT Staff Network i600 в Імперському коледжі Лондона. Ваят виступав на британських ЛГБТ-СТЕМІНАРах, Оксфорд Прайд та Королівському товаристві під час Прайду в Лондоні.

## Нагороди та відзнаки
В 2014 році книга Ваята Pheromones and Animal Behavior виграла приз Королівського біологічного товариства за найкраще написану книгу.

## Вибіркові роботи

### Книги
- Wyatt, Tristram D. (2003). Pheromones and Animal Behavior: Communication by Smell and Taste. Cambridge University Press. ISBN 9780521485265.
- Wyatt, Tristram D. (2014). Pheromones and Animal Behavior: Chemical Signals and Signatures. Cambridge University Press. ISBN 9780521112901.
- Wyatt, Tristram D. (2017). Animal Behavior: A Very Short Introduction. Oxford University Press. ISBN 9780198712152.